# 998
998 (CMXCVIII) var ett normalår som började en lördag i den julianska kalendern.

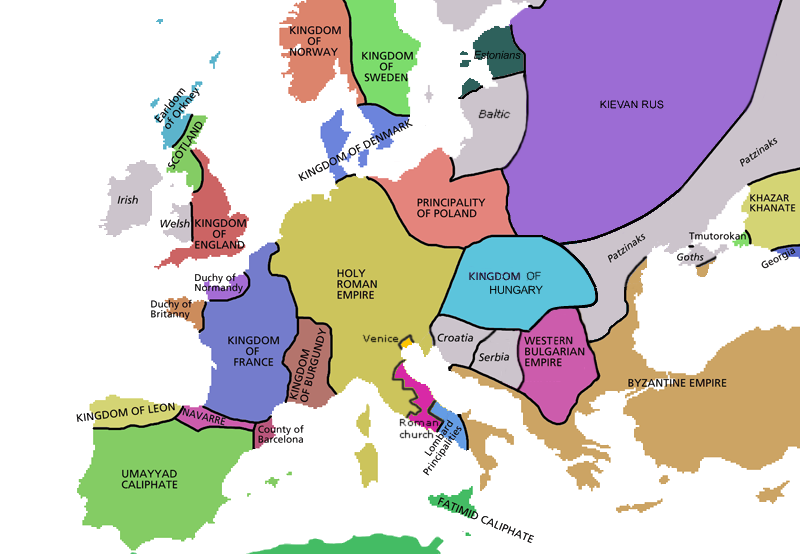
Europa år 998.
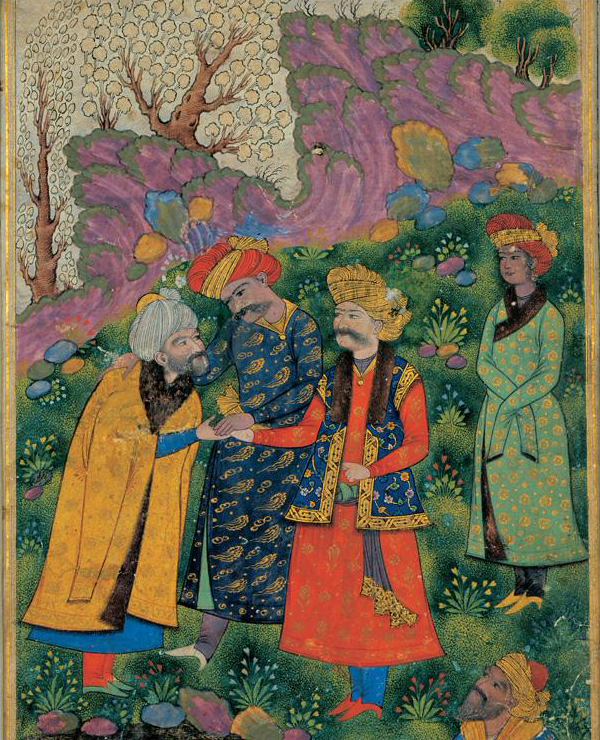
Mahmud av Ghazni, i rött, med gul turban.
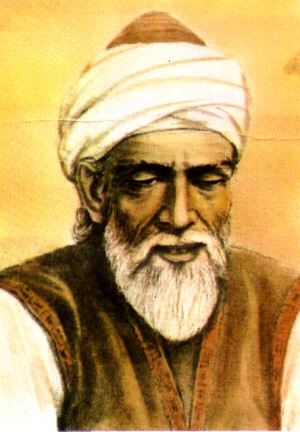
Abul Wafa Buzjani på en sentida iransk bild.

## Händelser

### November
- 2 november – Den kristna kyrkan på Irland och Skottland försöker utrota samhainfirandet (föregångaren till halloween) genom att införa en egen högtid, Alla själars dag den 2 november.

### Okänt datum
- Mahmud av Ghazni erövrar Punjab.
- Enligt Färingasagan förkunnar Sigmundur Brestisson att Norges kung Olav Tryggvason har gjort honom till enväldig härskare över Färöarna, och att alla invånarna nu ska konvertera till kristendomen.

## Födda
- Georg I av Georgien

## Avlidna
- Abul Wafa Buzjani, persisk matematiker